# مورياتي سوديبيو
مورياتي سوديبيو (بالإندونيسية: Mooryati Soedibyo)‏‏ (5 يناير 1928 في سوراكارتا - 24 أبريل 2024) سياسية من إندونيسيا.